# Spilosoma wilemani
Spilosoma wilemani är en fjärilsart som beskrevs av Rothschild 1914. Spilosoma wilemani ingår i släktet Spilosoma och familjen björnspinnare. Inga underarter finns listade i Catalogue of Life.